# آن بارتوسكا
آن إم بارتوسكا (من مواليد 6 أغسطس 1953) هي عالمة بيئة وعالمة أحياء ومستشارة أولى في موارد المستقبل ونائبة وكيل الوزارة السابقة للبحوث والتعليم والاقتصاد (REE) في وزارة الزراعة الأمريكية وكبيرة العلماء السابقة في وزارة الزراعة الأمريكية.